# Deuxième front biélorusse
Pour les articles homonymes, voir Front biélorusse.
Le deuxième front biélorusse (en russe : 2-й Белорусский фронт) est une unité de l'Armée rouge durant la Seconde Guerre mondiale.
Il fut créé en février 1944, à l'époque où les Soviétiques repoussaient les Allemands en direction de la Biélorussie. Le général Pavel Kourochkine en prit le commandement. En avril 1944, son quartier général fut réorganisé à partir de celui de la 10e armée dissoute.

## Organisation
Le deuxième front biélorusse comprenait[Quand ?] :
- la 2e armée de choc,
- la 19e armée,
- la 49e armée,
- la 50e armée (en),
- la 65e armée,
- la 70e armée (en),
- la 5e armée blindée de la Garde ,
- la 4e armée aérienne.

## Opérations
Le 2 janvier 1944, le deuxième front biélorusse pénètre le territoire polonais. Le 26 juin, il capture Moguilev dans le cadre de l'opération Bagration. Le 4 juillet, il reçoit la mission de nettoyer les restes de la 4e armée, du général von Tippelskirch, et de la 9e armée, appartenant au Groupe d'armées centre, prises dans une vaste poche au sud-est de Minsk. Le 9 juillet 1944, il attaque au nord-ouest de Vitebsk dans le cadre d'une offensive soviétique majeure à l'est de Riga en direction de Rēzekne afin d'isoler le Groupe d'armées Nord. Le 29 juillet, les Soviétiques atteignent la côte isolant leurs adversaires en Estonie et dans l'est de la Lettonie. Le 13 septembre, il capture Łomża, à l'ouest de Białystok. En novembre 1944, le maréchal Konstantin Rokossovski prend le commandement du front pour les deux dernières grandes offensives de la guerre. Dans le cadre d'une offensive massive de quatre fronts, le 14 janvier 1945, le deuxième front biélorusse attaque en Prusse-Orientale et plus tard en Poméranie.
- 10 janvier 1945 : attaque en direction de Neustettin arrêtée par une contre-attaque allemande.
- 14 janvier : attaque en province de Prusse-Orientale.
- 24 janvier : avec le premier front biélorusse, attaque en Poméranie. La seconde armée allemande est isolée.
- 27 février 1945 : des éléments du deuxième front entrent en Poméranie
- 28 février 1945 : capture de Neustettin.
- 5 mars 1945 : la ville fortifiée de Graudenz sur la Vistule se rend au deuxième front
- 10 mars 1945 : capture de Zoppot
- 13 mars 1945 : offensive contre la poche Braunsberg au sud de Königsberg
- 18 mars 1945 : avec la 1re armée polonaise capture de la ville fortifiée de Kolberg
- 23 mars 1945 : attaque contre la 2e armée allemande dans la région de Danzig.
- 30 mars 1945 : prise de Danzig,
- 20 avril 1945 : traversée de l'Oder inférieur à Neubrandenbourg, Stralsund et Rostock.
- 25 avril 1945 : constitution d'une vaste tête de pont sur l'Oder au sud de Stettin, repoussant la IIIe Armée de panzers vers Prenzlau.
- 26 avril 1945 : prise de Stettin.
- 27 avril 1945 : capture de Prenzlau et Angermünde à 70 km au nord-ouest de Berlin
- 5 mai 1945 : des éléments du front entrent dans Peenemunde.

Le 9 avril 1945, l'Armée rouge prend Königsberg. Le deuxième front biélorusse est alors libéré pour aller vers l'ouest sur la rive droite de l'Oder. Durant les deux premières semaines d'avril, les Soviétiques réalisent le redéploiement de front le plus rapide de la guerre. Le général Joukov redéploie le premier front biélorusse, alors affecté le long de l'Oder de Francfort-sur-l'Oder jusqu'à la Baltique, vers une zone faisant face au hauts de Seelow. Le deuxième front prend la place du premier au nord des hauts de Seelow. Durant ce redéploiement des trous apparaissent à travers lesquels des restes de la 2e armée allemande peuvent s'échapper de la poche de Danzig.
Aux premières heures du 16 avril, débute la dernière offensive de la guerre pour la prise de Berlin et la jonction avec les alliés occidentaux sur l'Elbe, avec des attaques du 1er front biélorusse appuyé au sud par le premier front ukrainien de Koniev. Le 20 avril, le deuxième front rejoint l'attaque. Le 25 avril, il perce à partir de sa tête de pont au sud de Stettin. À la fin de la guerre il occupe une zone d'Allemagne au nord de Berlin au contact du 21e Groupe d'armées, et avancé par endroits sur Elbe.
Il est à noter que des troupes du deuxième front biélorusse débarquent en force le 9 mai 1945 sur l'île danoise de Bornholm, après deux jours de bombardement, les 12 000 hommes de la garnison allemande refusant de se rendre aux Soviétiques.

## Après-guerre
Le quartier général du deuxième front biélorusse fut transformé en quartier général du Groupe de forces nord, forces d'occupation soviétique en Pologne, le 10 juin 1945. L'essentiel des forces du groupe provenaient du deuxième front, avec des éléments du premier front biélorusse et du premier front ukrainien.